# شهرستان پاسارگاد
شهرستان پاسارگاد یکی از شهرستان‌های استان فارس ایران است. مرکز این شهرستان، شهر سعادت‌شهر است. جمعیت این شهرستان طبق سرشماری سال ۱۳۹۵، برابر با ۳۰٬۱۱۸ تن بوده‌است.
پاسارگاد نام یک مجموعه آثار باستانی مشهور در منطقه است که مورد علاقه و توجه جهانیان به ویژه علاقه‌مندان به میراث ملل می‌باشد.

## پیشینه تاریخی (زبان – فرهنگ و آداب و رسوم)
این شهر دارای پیشینه تاریخی بسیار کهن می‌باشد. تغییرنام این شهر در طول تاریخ باعث گردیده پیشینه تاریخی آن ناشناخته بماند. نام این شهر در لوح‌های گلی باروی تخت جمشید، کمینوش (kaminush)(تحقیقات دکتر عبدالمجید ارفعی) و در فارسنامه ابن بلخی (سال تألیف پیش از ۵۱۰ هجری قمری و حدود ۱۰۰۰ سال پیش می‌باشد) کمه ذکر شده‌است. پس از آن کمین نام داشت که این نام هم‌اکنون نیز استفاده می‌شود چنانچه سعادتشهر را کمین و روستاهای توابع را با پسوند کمین نام‌گذاری می‌کنند از قبیل اکبرآباد کمین، علی‌آباد کمین، قوام آبادکمین و … سعادت شهر تا قرن حاضر نام‌های زیادی را بر خود دیده‌است از آن جمله اکلیدک، کلیدک یا کلیلک (در زمان قاجار), سعادت آباد در زمان پهلوی و سعادتشهر در حال حاضر. بعضی افراد به اشتباه نام انگبین یا انگبون به لهجه محلی یا عنگوون به املا غلط یکی از نام‌های آن می‌دانند که البته این نام، نام علی‌آباد کمین بوده‌است که در حال حاضر یکی از ۵ محله کنونی ان شهر می‌باشد.
با توجه به کاوش‌های انجام شده در تنگ بلاغی و کشف کاخ شاهی در آن محل و نیز کشف وسایل (کاشت و تهیه فراورده‌های انگور پیشه تاریخی مردمان سعادت شهر بوده و هست) و دانستن سیر تغییر در موقعیت جغرافیایی سعادت شهر در طول تاریخ از سمت تنگ بلاغی به سمت مکان فعلی (وجود قبرستان‌های تاریخی از جمله قبرستان سنگی و نیز قبرستانی با قدمت بیش از هفتصد سال در باغات تخریب شده اطراف محله نایگرد که سنگ‌های آن توسط روستاییان جهت شالوده‌سازی استفاده می‌شده‌است و متأسفانه تمامی آثار آن در حال از بین رفتن می‌باشد و نیز بقایای تل کوشکک که هنوز هم بدون هیچ زحمتی می‌توان در آنجا تکه‌های سفال و بقایای انسانی را یافت بیانگر این مطلب می‌باشد که شهر قدیم کمه در پهنه‌ای به وسعت بین مکان فعلی، تل کوشکک و نایگرد بوده‌است و احتمالاً تل کوشکک در کرانه باختری ورودی جنوبی سعادت شهر بقایای حصار و باروی قدیمی آن یا معروفترین بنای آن می‌باشد. همان‌طور که در نزهةالقلوب حمدالله مستوفی (۷۴۰ قمری) ذکر شده کمه در فاصله کمی از رود پرواب (پلوار، بلاغی) قرار داشته‌است. این مسنله نیاز به تحقیقات بیشتری دارد.
در فارسنامه ابن بلخی در توصیف کمه نوشته شده‌است:
"کمه [۲] و فاروق و سیرا [۳]: شهرکی است و دیه هاء بزرگ و نواحی و هواء آن سرد است، معتدل، و آ ب هاء روان خوش دارد و میوه‌ها باشد از هر نوعی و نخجیرگاه است و همه آبادان است و به حومه آن «۴» جامع و منبر است. "
[۲]. در نزهة القلوب: کمین و فارق دو شهر است و توابع بسیار دارد و هوای معتدل و آب روان و غلّه و میوه بسیار بود و در آن حدود نخجیر بسیار است. (ص ۱۲۴). (و ر ک مسالک و ممالک: فاروق: ص ۹۹).
[۳]. لسترنج این نام را در ترجمه فارسنامه «لسیرا» آورده‌است.
در جایی دیگر در توصیف مرغزار کمه (دشت کمین) می‌گوید:
«... و مرغزار کمه و سروات، از جمله مرغزارهاء معروف نیست امّا چهار پا را عظیم سود دارد.»
در نزهة القلوب: مرغزار کمین و پرواب و خواست جان از مرغزارهای معروف نیست اما گیاهش با چهارپا سازگار بود و بهتر از دیگر جا یها. مرغزار نرگس به جوار کازرون و جره به حدود خان آزادمرد … (ص ۱۳۶)
کوتاه‌ترین راهی که از شیراز به اصفهان می‌رفت، جاده ما بین و دشت رون(دشت روم بویراحمد) بود که در فارسنامه به عنوان جاده زمستانی ذکر گردیده‌است. جاده تابستانی طولانی‌ترین و خاوری‌ترین دو جاده دیگر بود که از اصطخر به کمین و از آنجا به پازارگاد، یعنی مشهد مادر سلیمان، و از آنجا به ده بید می‌رفت و از ده بید به سمت راست راهی از این جاده منشعب می‌شد که به یزد می‌رسید و امتداد راه اصفهان به سمت باختر بود و تا سرمق و دهکده آباده و از آنجا به یزد خواست و قمشه. کمین از ساحل خاوری رودخانه پلوار دور نبود و به گفته حمد اللّه مستوفی. «توابع بسیار دارد و هوای معتدل و آب روان و غله و میوه بسیار بود». بالاتر از آن سرپیچ رودخانه پلوار پاسارگاد و مقبره کورش واقع است که مسلمین آن را مشهد مادر سلیمان می‌دانند:
ابن بلخی در بیان راه‌های بین شیراز و اصفهان سه راه اصلی نام می‌برد که یکی از این راه‌ها، خاوری‌ترین راه از مسیر اصطخر به کمه و پاسارگاد می‌باشد. این راه، راه تابستانی بوده و کمه در این مسیر (به گفته ابن بلخی، مسیر اصطخر) قرار داشته‌است. لازم است ذکر شود بین منزل سوم، اصطخر، و منزل چهارم، کمه، راه از فاروق می‌گذشته و پس از یک راه کوهستانی بین فاروق و کمه که هنوز هم این راه وجود دارد و از فاروق شروع شده و به سمت دامنه شمالی کوه در جوار روستاهای علی رسیده کمین و حسن‌آباد کمین به سمت سعادت‌شهر امتداد می‌یابد و ابن بلخی مسافت آن را ۶ فرسنگ ذکر کرده‌است.
"ابتدا این مسافت‌ها، از شیراز کرده آمد، به حکم آنک میانه ولایت است. از شیراز تا حدود اصفهان، راه جادّه سه راه است: راه مایین و رون، راه اصطخر، راه سمیرم. از این جملت راه مایین و رون، از شیراز تا یزد خواست کی حدّ است میان پارس و اصفهان، پنجاه و دو فرسنگ :...
راه اصطخر هم از یزد خواست بیرون آید برصوب اقلید و سرمق، شست و نه فرسنگ. این راه کی درازترست، امّا راه زمستانی این است کی دیگر راه‌ها ببندد:
منزل اوّل: از شیراز تا زرقان، هفت فرسنگ.
منزل دوم: پا و دست، شش فرسنگ.
منزل سوم: اصطخر، چهار فرسنگ.
منزل چهارم: کمه، شش فرسنگ.
منزل پنجم: کمهنک، چهار فرسنگ.
منزل ششم: دیه بید، هشت فرسنگ.
منزل هفتم: دیه پولند، هفت فرسنگ.
منزل هشتم: سرمق، هفت فرسنگ.
منزل نهم: آباده، پنج فرسنگ.
منزل دهم: شورستان، هفت فرسنگ.
منزل یازدهم: یزد خواست، هشت فرسنگ.
همین‌طور در مسیر کثه (یزد) نیز به عنوان منزل سوم نام می‌برد.
ابن بلخی در جایی که از غضب سلطان مسعود بن سلطان محمود بر اسماعیلیان و شبانکاره سخن می‌گوید از بیرون راندن آنان توسط سلطان از کمه نیز می‌گوید:
" کی پادشاه نبود آن بطن، امّا از جمله اصفهبدان بودند و در عهد اسلام، چون لشکر عرب، پارس بگرفتند، این قوم را چون دیگر پارسیان، قهر کردند و آواره شدند و به شبانی و گوسپندداری افتادند و مقام به «ضادشور بانان» کردند از «دشت آورد» و آنجا مرغزار و آب است و این اسماعیلیان را چهار پا و گوسپند جمع آمد و نیز قوی تر شدند، پس چون سلطان مسعود، به اصفهان آمد و تاش فرّاش را بگماشت و آن روزگاری بود به اضطراب، این اسماعیلیان در اعمال اصفهان، دست درازی می‌کرده‌اند و راه می‌داشتند، تاش فرّاش تاختن آورد و ایشان را بغارتید و خلقی را بکشت و دیگران، بگریختند و به کمه و فاروق رفتند و یک چندی آنجا می‌بودند و پادشاهان پارس دیلم بودند، پس ایشان را رضا نکردند کی آنجا باشند و همه ساله از کوه به کوه می‌گشتند تا به آخر روزگار با کالیجار، برفتند و دارابجرد به دست گرفتند و دولت دیلم به انجام رسیده بود و دفع ایشان نتوانستند کردن و ایشان، بسیار شدند و قومی گشتند و اصل این قوم در آن وقت دو برادر بودند: یکی محمّد بن یحیی و این محمّد پدر سلک بود، کی حسویه پسر اوست. … "
شهر سعادت شهر هم‌اکنون از ۵ محله سعادت شهر، علی‌آباد، بوکان، سراج آباد و نواجرد (نایگرد) تشکیل شده‌است.
در سال ۵۲۹ پیش از میلاد، کوروش به قبایل سکاها در آسیای مرکزی (شمال شرق ایران) حمله کرد و در جنگ با ماساگت‌ها کشته شد. وی را در پاسارگاد دفن کردند.

## موقعیت جغرافیایی
شهرستان پاسارگاد در میان دو رشته کوه از کوه‌های زاگرس واقع شده‌است. از مناطق سردسیر استان فارس است که مرکزیت آن سعادت شهر می‌باشند که بین مدارهای ۳۰ تا ۲۰ و ۳۰ عرض شمالی و ۴۵/۵۲ تا ۳۰/۵۳ طول شرقی از نصف النهار مبدأ قرار دارد.
ارتفاع شهرستان از سطح آب‌های آزاد حدود ۱۷۰۰ متر است. این شهرستان از شمال به صفاشهر و آباده - از غرب به شهرستان اقلید و مرودشت- از جنوب به شهرستان مرودشت و از شرق به شهرستان بوانات و سرچهان و ارسنجان مشرف می‌باشد.
دین مردم اسلام است و شیعه اثنی عشری هستند و به زبان فارسی و تعدادی به زبانهای ترکی و عربی صحبت می‌کنند.

### آب و هوا
از نظر اقلیمی و کلیماتولوژی دارای آب و هوای معتدل مدیترانه‌ای با زمستان‌های نسبتاً سرد و تابستان‌های معتدل می‌باشد.
میانگین بارش منطقه حدود ۴۰۰ میلی‌متر در سال است که عمدتاً به صورت برف در ارتفاعات و باران در دشت‌ها می‌باشد.
توده‌های هوایی که منطقه را تحت تأثیر قرار می‌دهد عبارتند از: توده‌های مدیترانه‌ای که از اواسط پاییز تا اوایل بهار به منطقه می‌وزند و باران‌آور می‌باشند.
توده‌های سردسیر، توده‌های گرم و خشک عربستان و بادهای موسمی که در تابستان از اقیانوس هند می‌وزند و باعث ایجاد رگبارهای زودگذر می‌شوند.

### شبکه آب‌ها
تنها رودخانه دایمی، رودخانه بلاغی (پلوار) است که از کوه‌های سرحد چهار دانگه اقلید سرچشمه می‌گیرد و در جنوب شهر مرودشت به رود کر پیوست و به دریاچه بختگان می‌ریزد.
هم‌اکنون سد عظیم سیوند بر روی این رود در حال احداث است که با تکمیل و اتمام آن آینده‌ای روشن پیش روی بخش می‌باشد.

## ویژگی‌های تاریخی
شهرستان پاسارگاد از لحاظ قدمت تاریخی دارای پیشینه‌ای بسیار کهن است. آثاری از عصر نوسنگی در آن پیدا شده که به عصر هخامنشی بر می‌گردد.
مهم‌ترین آثار دوران هخامنشی مجموعه پاسارگاد است که در ۲۱ کیلومتری شمال شهر سعادت شهر قرار دارد.
با توجه به تحقیقات انجام شده از کتب معتبر، این بخش در طول تاریخ نام‌های جدیدی را از قبیل: کمه (خانه شاه)، کهمر: (کوه مهر)، کمین: (کمینگاه سلاطین) کلیددک یا کلیلک: (کلید گشودن فتح دروازه فارس)، سعادت آباد و سعادت شهر در حال حاضر شهرستان پاسارگاد را به خود اختصاص داده‌است.

### آثار باستانی منطقه
سعادت شهر از گذشته حلقه اتصال در پایتخت هخامنش پاسارگاد و پارسه بوده‌است. بررسی‌های اخیر نشان می‌دهد که آثار فراوانی از دوره‌های مختلف فرهنگی در آن یافت شده‌است و از آنجا که راه ارتباطی بین پاسارگاد و پارسه در گذشته تنگه بلاغی و تنگه سعادت شهر بوده، آن را کلید کوچک فتح دروازه فارس نامیده‌اند.
در این منطقه تپه‌های باستانی فراوانی موجود است که هنوز مورد حفاری واقع نشده‌است ولی به لحاظ مسائل باستان‌شناسی مورد شناسایی قرار گرفته و شماره‌گذاری گردیده‌اند.
سفال‌های شکسته و سنگ‌های تراشیده شده حکایت از قدرت طولانی و رونق اقتصادی آن‌ها در عصر حیاتشان دارد، نظر تپه‌های قصرالدشت، رحمت آباد، وکیل آباد، فیروزآباد، علیرسیده و… از ساختمان‌ها و سایر ابنیه تاریخی منطقه می‌توان به کاروان سرای قاجاری واقع در روستای قوام آباد، دماغه دختر بر واقع در تنگه بلاغی (متعلق به دوران هخامنش) قصر دختر، پل سنگی سیوند، کتیبه پهلوی تنگ خشک و کاروانسرای قوام آباد را نام برد.

## تقسیمات کشوری
- بخش مرکزی
  - دهستان سرپنیران
  - دهستان کمین

شهر: سعادت‌شهر
- بخش پاسارگاد
  - دهستان ابوالوردی
  - دهستان مادر سلیمان

شهر: مادرسلیمان

## اهمیت شهرستان پاسارگاد
باتوجه به این که پاسارگاد نام یک آثار باستانی مشهور در منطقه بوده که مورد علاقه و توجه جهانیان به ویژه علاقه‌مندان به میراث ملل می‌باشد، بر این مبنا استانداری و وزارت کشور بعد از تصمیم به ایجاد شهرستان در آن منطقه و برای برجسته نمودن و زنده نگه داشتن نام و یاد مجموعه میراث جهانی پاسارگاد در سطح ایران و جهان ترجیح داد نام پاسارگاد را بر شهرستان جدیدالتأسیس قرار دهد.

### تأسیس شهر مادرسلیمان
در تایخ ۲۶/۱۱/۱۳۹۱ مدیر کل سیاسی، انتخابات و تقسیمات کشوری استانداری فارس گفت:
با مصوب شدن ارتقای چهار روستای این استان به شهر، شمار شهرهای فارس به ۱۰۰ شهر افزایش یافت و روستای مادرسلیمان مرکز بخش پاسارگاد به شهر مادرسلیمان ارتقا یافته‌است"

## جغرافیا
شهرستان پاسارگاد درمیان دو رشته کوه زاگرس واقع شده‌است و از مناطق سردسیر استان فارس است. این شهرستان بین مدارهای ۳۰ تا ۲۰و۳۰ عرض شمالی و ۴۵/۵۲ تا ۳۰/۵۳ طول شرقی قرار دارد. ارتفاع آن از سطح آب‌های آزاد حدود ۱۷۰۰ متر است. این شهرستان از شمال به شهرستان خرمبید و آباده، از غرب به شهرستان اقلید و شهرستان مرودشت، از جنوب به شهرستان مرودشت و از شرق به شهرستان سرچهان، بوانات وارسنجان محدود می‌باشد. همچنین این شهرستان دارای دو بخش مرکزی و پاسارگاد است.
آب و هوای این شهرستان به علت کوهستانی بودن در زمستان‌ها توأم با ریزش باران و برف و در تابستان‌ها معتدل می‌باشد. از نظر بارش حدود ۱۸۰ تا ۳۸۰ میلی‌متر بارش سالانه دارد که عمدتاً به صورت باران و برف می‌بارد. برای آبیاری زمین‌های مزروعی از تلمبه و در بعضی از شبکه‌ها از آب‌های زیر زمینی قنات و آب رودخانه استفاده می‌شود.
قنات های شهرستان: قنات سراج آباد _ قنات باغ فیروزه _ قنات شرف آباد _ قنات علی آباد 
تنها رود این منطقه رودخانه پلوار (بلاغی) است که از کوه‌های جنوبی شهرستان خرم‌بید و سرحد چهار دانگه اقلید سرچشمه می‌گیرد و در جنوب شهر مرودشت به رود کر پیوسته و سپس به سوی دریاچه بختگان جریان پیدا می‌کند که به علت اهمیت آب این رودخانه، در تنگه بلاغی سد سیوند بر روی آن احداث شده‌است.

### کشاورزی و منابع طبیعی
این شهرستان از لحاظ کشاورزی و دامداری یکی از مهم‌ترین مناطق استان فارس می‌باشد که بیش از ۶۵٪ مردم به این شغل اشتغال دارند. وجود زمین‌های حاصل خیز با بیش از ۲۳ هزار هکتار سبب تولید محصولاتی از جمله گندم، جو، ذرت، چغندر قند، صیفی جات، برنج کاری و حبوبات و ۵۳۶ هکتار باغات و محصولاتی از جمله انگور، بادام، گردو، انار موجب رونق باغداری گردیده‌است. از لطافت انگور این شهرستان در فارس‌نامه ناصری یاد شده‌است. سوغات شهرستان انگور، کشمش، بادام، گردو، رب انار، آبغوره، شوریجات، حبوبات نیز می‌باشد. با توجه به مرتفع بودن، کوه‌های منطقه دارای آب و هوای مساعد می‌باشد.
یکی از ثروت‌های طبیعی منطقه جنگل‌ها و مراتع می‌باشد که با معیشت عده‌ای از مردم پیوند خورده‌است. درختان تناور از جمله بنه (پسته کوهی) و گیاهان داروئی و خوراکی و درختان مثمر علاوه بر سودهی از نظر بوم‌شناسی نقش حساسی را در منطقه ایفا کرده‌است.

## گردشگری
این شهرستان از نظر جاذبه‌های طبیعی یکی از زیباترین شهرهای شمالی استان فارس است. وجود تفریگاهی از جمله چشمه شهید بابایی، تنگه پیرچوپان، بلاغی، نهالستان منابع طبیعی، جنگل سرپنیران، باغ قوام، پایانه مسافربری و بخش هخامنش (شامل آرامگاه کورش بزرگ و مجموعه باستانی پاسارگاد) جاذبه‌های متعددی را فراهم کرده و موجب جلب توریست در منطقه شده‌است. وجود بقاع متبرکه و مقدس از جمله امامزاده حسین، امامزاده سلطان سید حمید، امامزاده عقیل و زیارتگاه شاه مردان باعث گردیده که سالانه از دیگر مناطق جهت زیارت و تفریح در این شهرستان حضور یابند. در سال‌های اخیر احداث پروژه‌های اساسی و زیر بنایی اثرات مفیدی برای شهرستان و روستاهای آن داشته‌است.
پاسارگاد و بی مهری مسیولین میراث فرهنگی: عظمت و غرور تاریخی مجموعه یادمان‌های فرهنگی تنگ بلاغی و پاسارگاد بیشتر ازآن است که این یادمان فرهنگی به فراموشی سپرده شود، این بنای کهن و تاریخی می‌تواند محور توسعه گردشگری در استان فارس قرار گیرد و مبنایی برای توسعه همه‌جانبه این استان و حتی کشور باشد.
شرایط پیرامونی بنای پاسارگاد و آرامگاه کوروش درتنگ بلاغی اکنون شرایطی نیست که بتواند مناسب برای جذب گردشگر و توریست در ابعاد وسیع باشد، در این منطقه فرهنگی و تاریخی اکنون حجم بی‌توجهی‌ها و بی‌تفاوتی‌ها به حدی است که موقعیتی کاملاً آسیب‌پذیر برای پاسارگاد رقم زده‌است.
رویش خار و خاشاک در فاصله چند ده متری آرامگاه کوروش، عبور گله‌ها و رمه‌های عشایری از حاشیه این بنای فرهنگی، قرار داشتن بنای آرامگاه در معرض فرسایش باد و باران، فقدان راه توسعه یافته و بزرگراه برای آمد و شد در مسیر پاسارگاد و نبود علائم کافی راهنمایی برای هدایت گردشگران به سمت پاسارگاد فقط بخشی از کمبودها و بی‌توجهی‌هایی است که پاسارگاد با آن مواجه‌است.
این یادمان فرهنگی و تاریخی اکنون هیچ زیر ساخت مناسب اقامتی و پذیرایی برای گردشگران و جهانگردان ندارد و هر کس صرفاً بر اساس علاقه‌مندی خود با ده‌ها مشکل و دردسر به دیدار از پاسارگاد می‌شتابد و مجبور است برای آنکه در ظلمت شبانه آن گم یا طعمه حیوانات درنده نشود با غروب آفتاب منطقه را ترک کند و با پیمودن مسیری ۱۳۸کیلومتری خود را به شیراز برساند.
وزش بادهای تند و تشکیل گردبادها و برخاستن ستونی از خاک و خاشاک در حاشیه پاسارگاد در حقیقت قدم زدن در کویرهای خشک و خالی را برای گردشگران تداعی می‌کند و آنان را در فضایی بی‌تحرک، خسته‌کننده و غمبار قرارمی‌دهد.
همه این صحنه‌ها در فاصله چند متری آرامگاه کوروش و مجموعه یادمان‌های پاسارگاد قابل رویت است و کمی دورتر از این بنای جهانی دیدن مناظری مانند انبوهی از کودهای حیوانی که بر روی هم انباشته شده‌است و کشاورزان آن را به زمین‌های خود منتقل می‌کنند، تریلرهای غول پیکر که کوهی از آهن‌آلات قراضه و سیمان و سنگ را حمل می‌نمایند و آتش‌سوزی‌های گسترده در جامانده بقایای کشاورزی که هر سال بدون وقفه تکرار می‌شود چیزی عادی و فراوان است.
به رغم عظمت و ارزشی که بنای تاریخی آرامگاه کوروش و پاسارگاد در بینش گردشگری، تاریخ، تمدن و ایرانشناسی دارد، این بنای تاریخی و فرهنگی هنوز جایگاه واقعی خود را در نگرش ما پیدا نکرده و در حقیقت هنوز ما آن را نشناخته‌ایم.

## زبان و تیره‌ها
مردم این شهرستان از قوم فارس هستند، اکثریت جمعیت روستایی این شهرستان از ایل های خمسه ، باسری و قشقایی هستند. ایل باصری (پاساری) یکی از ایلات اصیل فارس تبار به‌شمار می‌رود. طوایف اصیل این منطقه کوچی، کردشولی، علی شاه قلی، کلمبه‌ای، حنایی، ایلخاص، میش مست  و لب‌موسی می‌باشند. دین مردم اسلام است و شیعه دوازده امامی هستند و به زبان فارسی صحبت می‌کنند. 
آثار مکتوب
___________________________________________________________________________________
۱- «فرهنگ ضرب‌المثل‌های شهرستان پاسارگاد» نوشتهٔ زهرا الطافی و مریم شیری؛ انتشارات نوید شیراز، ۱۴۰۰